# Gornja Lipovača
Gornja Lipovača je naselje v občini Gradiška, Bosna in Hercegovina. 

## Deli naselja
Gornja Lipovača.

## Prebivalstvo
| Pregled števila prebivalcev po letih | Pregled števila prebivalcev po letih | Pregled števila prebivalcev po letih | Pregled števila prebivalcev po letih | Pregled števila prebivalcev po letih | Pregled števila prebivalcev po letih |
| ------------------------------------ | ------------------------------------ | ------------------------------------ | ------------------------------------ | ------------------------------------ | ------------------------------------ |
| 1948                                 | 1953                                 | 1961                                 | 1971                                 | 1981                                 | 1991                                 |
| -                                    | -                                    | -                                    | 353                                  | 843                                  | 992                                  |

| Narodna sestava prebivalstva po letih                                                                                        | Narodna sestava prebivalstva po letih                                                                                          | Narodna sestava prebivalstva po letih                                                                                          |
| --- | --- | --- |
| 1971 | 1981 | 1991 |
| . skupaj: 353 Muslimani 312 (88,38 %) Hrvati 26 (7,36 %) Srbi 4 (1,13 %) Jugoslovani 0 (0,00 %) drugi in neznano 11 (3,11 %) | . skupaj: 843 Muslimani 722 (85,64 %) Srbi 35 (4,15 %) Hrvati 24 (2,84 %) Jugoslovani 33 (3,91 %) drugi in neznano 29 (3,44 %) | . skupaj: 992 Muslimani 823 (82,96 %) Srbi 39 (3,93 %) Hrvati 32 (3,22 %) Jugoslovani 48 (4,83 %) drugi in neznano 50 (5,04 %) |